# Carlo Guzzi

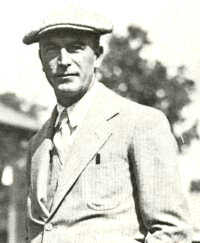
Carlo Guzzi

Carlo Guzzi (Milaan 1888 - Mandello del Lario 3 november 1964) was een Italiaans ondernemer en motorfietsconstructeur. Hij stond aan de basis van het motorfietsmerk Moto Guzzi.

## Biografie
De familie Guzzi kwam oorspronkelijk uit Milaan, maar bezat rond de eeuwwisseling een aantal huizen in een klein vissersdorpje ten noorden van Lecco, dat toen nog "Mandello-Tonzanico" heette. Het lag aan het Comomeer en later zou de naam veranderen in "Mandello del Lario". "Lario" was de lokale naam voor het meer. De kinderen Giuseppe, Carlo en hun beide zusjes brachten een groot deel van hun jeugd daar door. Tijdens de Eerste Wereldoorlog verhuisde hun moeder permanent naar Mandello. Carlo Guzzi (1888-1963) was erg geïnteresseerd in de techniek van de opkomende voertuigindustrie, en leerde veel van de dorpssmid Giorgio Ripamonti. Al snel demonteerde Carlo in de kelder van het ouderlijk huis motorfietsen, vooral van Italiaanse merken. Er waren er in die tijd al een aantal op de markt, zoals Edoardo Bianchi, Della Ferrera, Figini & Lazzati, Frera, Gilera, Rosselli en Stucchi. Ook hierbij kreeg Carlo hulp van Ripamonti, en samen constateerden ze dat veel motorfietsen weliswaar (voor die tijd) moderne techniek hadden, maar dat ze ook allemaal hun eigen gebreken vertoonden. Guzzi verafschuwde de startproblemen, de open liggende primaire kettingen, de omslachtige handsmering en de slechte veersystemen. Het idee ontstond om een motorfiets te bouwen waarin juist de goede technische oplossingen werden samengevoegd.

### Eerste ontwerpen
De motorfiets die Guzzi en Ripamonti bedachten was een 500 cc eencilinder, met een aantal bijzondere kenmerken. Om te beginnen was de machine vrij licht. 500 cc was in die tijd een "middenklasse" motor. De liggende cilinder moest een goede koeling van de cilinderkop garanderen. In de cilinderkop zaten al vier kleppen (later vervielen die wegens de hoge prijs), en het was een korte slag motor, in een tijd dat vrijwel alle auto- en motorfietsproducenten lange slag motoren gebruikten, vaak genoodzaakt door belastingtechnische redenen (zie: Fiscaal vermogen). Guzzi gebruikte een korte slag van 82 mm om daarmee de snelheid van de zuiger en de belasting van de lagers laag te houden, terwijl de grote boring van 88 mm de toepassing van vier grote kleppen mogelijk maakte. Door het enorme buitenliggende vliegwiel werden trillingen tegengegaan. Bovendien konden de krukaslagers hierdoor dichter bij elkaar liggen. Er was een versnellingsbak met drie versnellingen toegepast. De krukas draaide tegengesteld aan de draairichting van de wielen, waardoor de spatsmering de olie tegen de bovenkant van de cilinder gooide in plaats van naar beneden. De zwaartekracht zorgde op die manier voor de smering van de hele cilinder. Door de liggende motor kon de hele motorfiets laag gebouwd worden, waardoor de wegligging en het comfort verbeterd werden.

### Giorgio Parodi en Giovanni Ravelli
Nog vóórdat Guzzi een eerste prototype kon maken, brak de Eerste Wereldoorlog uit en Carlo Guzzi werd als dienstplichtig soldaat ingelijfd bij de Italiaanse landstrijdkrachten. Al snel werd hij als monteur overgeplaatst naar het "Corpo Aeronautico Militare", de jonge Italiaanse luchtmacht. Bij de luchtmacht leerde Guzzi twee jonge piloten kennen, die net als hij motorfietsenthousiasten waren. Giorgio Parodi stamde van een rijke redersfamilie uit Genua en Giovanni Ravelli uit Brescia. Hij had al naam gemaakt als motorcoureur. Samen werkten ze het idee van Carlo's nieuwe motorfiets uit en ze maakten zelfs al een taakverdeling om na de oorlog hun eigen motorfietsmerk op te zetten: Carlo Guzzi zou als constructeur voor de techniek van de motorfiets zorgen, Ravelli zou als coureur voor sportsuccessen zorgen en als vaandeldrager van het merk fungeren, Parodi zou voor de financiële ondersteuning zorgen om de opstart van de fabriek mogelijk te maken. Daarvoor zou steun van zijn vader onontbeerlijk zijn, en het was dan ook belangrijk hem voor de zaak te winnen. Giovanni Ravelli kon de opstart van het bedrijf niet meer meemaken. Hij stortte met zijn vliegtuig neer op 11 augustus 1919. Guzzi en Parodi gingen alleen verder, maar herdachten de piloot Ravelli door de adelaar van de luchtmacht in het beeldmerk op te nemen.

### Emanuele Vittorio Parodi
Op 3 januari 1919 schreef Emanuele Vittorio Parodi zijn zoon Giorgio een brief waarin hij voorstelde een lening van 2.000 lire voor de bouw van een prototype te verstrekken. Hij onderzocht daarvoor zelfs een aantal zaken, zoals het aantal motorfietsen dat per jaar in Italië verkocht werd en zelfs de importcijfers van motorfietsen. Bovendien wilde hij steeds op de hoogte gehouden worden van de voortgang van het project en meer investeren als de cijfers hem bevielen. Hij tekende de oprichtingsacte van de "Società Anonima Moto Guzzi" op 15 maart 1921 en is dus de officiële oprichter van het merk. Hij werd voorzitter van de raad van bestuur en bleef dat tot aan zijn dood in april 1945.

### Moto Guzzi
Met hulp van vader Parodi werd het bedrijf op 15 maart 1921 opgericht. Er werd meteen een fabriek van 300 vierkante meter gebouwd in Mandello, ingeklemd tussen de spoorlijn langs het Comomeer en de hellingen van de berg Grigna. Het hoofdkantoor was gevestigd in Genua, omdat Emanuele Vittorio Parodi zijn handtekening op de oprichtingsacte had gezet. Carlo Guzzi werkte zijn hele leven als technisch adviseur en ontwerper voor Moto Guzzi, maar had nooit aandelen in het bedrijf. Er werden tien werknemers ingehuurd en Giuseppe Guzzi, de oudere broer van Carlo, werd toegevoegd aan de technische staf. Giorgio Parodi nam de administratie op zich. Giorgio wilde zo veel mogelijk ontwikkelingen op de circuits doen, waarbij hij niet bang was zelf de machines uit te testen. Door zijn ervaringen als gevechtspiloot had hij al ernstiger zaken meegemaakt dan een valpartij met een motorfiets. Carlo Guzzi had een hekel aan races. Hij bouwde zelfs een soort "dummy"-motorblok, waarin hij verschillende technische zaken kon testen. Hij kon er zelfs cilinders en zuigers van verschillende diameters op uitproberen. Hij noemde dit zelf zijn "gekke machine", en soms testte hij zaken die hij zelf belachelijk vond, maar hij wilde niet de kans lopen een technische oplossing te missen. Aan de basis van deze werkwijze lag de zuinigheid van Carlo enerzijds, en de drang tot vernieuwing anderzijds. Moto Guzzi motorfietsen moesten beter zijn dan die van de concurrentie, maar het jonge bedrijf kon zich nog geen grote ontwikkelinskosten veroorloven. Er werd al snel samengewerkt met de Fasci di Combattimento (later Partito Nazionale Fascista), de partij van Benito Mussolini. Bij de eerste wedstrijd van Moto Guzzi was een van de rijders Aldo Finzi, een van de negen Joodse parlementsleden van Mussolini. Veel fascistische paramiltaire organisaties, de Camicie Nere (zwarthemden) werden uitgerust met Moto Guzzi's. Eén daarvan was de Milizia della Strada. De ontwikkeling van de motorfietsen bleef tot in de jaren dertig in handen van Carlo en Giuseppe Guzzi. In 1936 trok men Giulio Cesare Carcano aan. Die hield zich voornamelijk bezig met de ontwikkeling van militaire modellen, maar na de oorlog werd rond zijn persoon een grote raceafdeling opgezet. Emanuele Vittorio Parodi overleed in 1945. Moto Guzzi was in de jaren vijftig uitgegroeid tot een bedrijf met 1.500 werknemers met een eigen ontwikkelingsafdeling die grotendeels voortkwam uit de raceafdeling. Er was een uitgebreid dealernetwerk en men werkte aan de ontwikkeling van nieuwe materialen. De automatisering kwam op gang en de machines werden van elektriciteit voorzien door twee eigen waterkrachtcentrales. Voor het personeel werden veel zaken geregeld, zoals eigen winkels, een bibliotheek, een kantine, een medisch centrum en men bouwde huurhuizen voor het personeel die niet meer dan 6% van het salaris aan huur kostten. Er waren kinderspeeltuinen en een strandje voor de kinderen aan het Comomeer. Er waren eigen sportverenigingen voor allerlei takken van sport. De roeivereniging bracht zelfs de roeiers voort die een gouden medaille wonnen tijdens de Olympische Spelen. Binnen de leiding van het bedrijf liepen de zaken echter niet goed. Giorgio Parodi overleed plotseling in 1955, en Carlo Guzzi verliet het bedrijf moe, ziek en verbitterd nadat hij een harde strijd binnen de raad van bestuur had verloren. Daardoor kwam Enrico Parodi, die al sinds 1942 een aantal bestuurstaken had verricht, aan de leiding van Moto Guzzi te staan.
Carlo Guzzi overleed op 3 november 1964 op 75-jarige leeftijd. In die tijd ging het erg slecht met Moto Guzzi; men produceerde voornamelijk bromfietsen en de ontwikkeling van de Moto Guzzi V7, die een groot succes zou worden, was nog maar net begonnen. Enrico Parodi had het hele Parodi-familiefortuin al in het bedrijf gestoken om het drijvende te houden.